# Acipenser brevirostrum
Espèce
Statut de conservation UICN

 VU A2ce; B1ab(iii) : Vulnérable
 B1ab(iii) 
Statut CITES
Acipenser brevirostrum, communément appelé esturgeon à museau court, est un petit esturgeon d'Amérique du Nord qui se rencontre dans 16 à 19 grands systèmes fluviaux et estuariens le long de la côte atlantique du fleuve Saint-Jean au Nouveau-Brunswick (Canada) jusqu'au fleuve Saint Johns en Floride (États-Unis),. Les populations peuvent être isolées, comme en témoigne l'absence d'enregistrements dans la mer en dehors de l'influence de leur rivière d'origine et les captures minimales d'individus marqués en dehors de la rivière dans laquelle ils ont été marqués,.

## Écologie

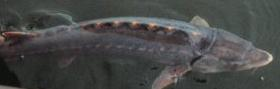
Un esturgeon à museau court à la surface de l'eau

## État de conservation
C'est une espèce en danger de disparition aux États-Unis, après avoir été reconnue comme telle en 1967 et elle est considérée comme vulnérable au Canada,.